# Manchester Automatica Digital Machine
La Manchester Automatic Digital Machine, chiamata anche MADM o Manchester Mark 1 fu uno dei primi computer a programma memorizzato sviluppato dalla Victoria University of Manchester. I lavori per la sua costruzione iniziarono nell'agosto 1948 e la prima versione fu operativa nell'agosto del 1949. Un programma scritto per cercare i numeri primi di Mersenne fu eseguito senza errori sulla macchina nell'arco di 9 ore nella notte tra il 16 e il 17 giugno 1949.
Il successo della macchina fu ampiamente riportato dalla stampa inglese che utilizzò la frase "cervello elettronico" per descriverlo ai lettori. Questa descrizione provocò una reazione da parte del capo del dipartimento di neurochirurgia dell'Università di Manchester, la quale avviò un lungo dibattito sulla questione dei computer come macchine creative.
Nel 1936, il matematico Alan Turing pubblicò la definizione di una teorica "macchina universale", un computer che potesse salvare il suo stato su un nastro assieme ai dati su cui stava lavorando. Turing dimostrò che tale macchina sarebbe stata in grado di risolvere qualsiasi problema matematico che potesse essere descritto da un algoritmo. Negli anni quaranta, Turing e altri come Konrad Zuse svilupparono l'idea di usare la memoria di un computer per salvare sia il programma che i dati, e al matematico John von Neumann viene riconosciuto il merito di aver definito questa architettura, sulla quale è basata la macchina MADM.